# Taccarum warmingii
Taccarum warmingii är en kallaväxtart som beskrevs av Adolf Engler. Taccarum warmingii ingår i släktet Taccarum och familjen kallaväxter. Inga underarter finns listade.